# Carthage (Illinois)
Carthage es una ciudad ubicada en el condado de Hancock en el estado estadounidense de Illinois. En el Censo de 2010 tenía una población de 2605 habitantes y una densidad poblacional de 412,89 personas por km².

## Geografía
Carthage se encuentra ubicada en las coordenadas 40°24′52″N 91°7′40″O / 40.41444, -91.12778. Según la Oficina del Censo de los Estados Unidos, Carthage tiene una superficie total de 6.31 km², de la cual 6.31 km² corresponden a tierra firme y (0%) 0 km² es agua.

## Demografía
Según el censo de 2010, había 2605 personas residiendo en Carthage. La densidad de población era de 412,89 hab./km². De los 2605 habitantes, Carthage estaba compuesto por el 97.27% blancos, el 0.31% eran afroamericanos, el 0.31% eran amerindios, el 0.42% eran asiáticos, el 0% eran isleños del Pacífico, el 0.5% eran de otras razas y el 1.19% pertenecían a dos o más razas. Del total de la población el 2% eran hispanos o latinos de cualquier raza.